# African American studies
African American studies (engl. für Afroamerikanische Studien) ist ein Zweig der Black Studies oder Africana studies. Es ist ein interdisziplinäres akademisches Feld, das sich dem Studium der Geschichte, Kultur und Politik der Afroamerikaner widmet. Bei weit gefasster Eingrenzung beschäftigt es sich nicht nur mit den Menschen afrikanischer Abstammung in den Vereinigten Staaten, sondern auch mit den Gesellschaften der gesamten afrikanischen Diaspora von den Britischen Inseln bis zur Karibik. Dieser Studienrichtung wird von Wissenschaftlern der Afroamerikanischen Literatur, Geschichte, Politik, Religion und Religionswissenschaften, Soziologie und Vertretern weiterer Disziplinen innerhalb der Humanwissenschaften und Sozialwissenschaften nachgegangen.

## Geschichte
Intensive wissenschaftliche Bestrebungen zur Rekonstruktion der afroamerikanischen Geschichte begannen zum Ende des späten 19. Jahrhunderts (W. E. B. Du Bois: The Suppression of the African Slave Trade to the United States of America, 1896). Zu den Pionieren der ersten Hälfte des 20. Jahrhunderts zählen Carter G. Woodson, Herbert Aptheker und Melville J. Herskovits.
Studiengänge und Institute der African American studies wurden erstmals in den 1960er und 1970er als Resultat des inter-ethnischen Aktivismus von Studenten und Fakultäten eingerichtet, ausgelöst durch einen fünfmonatigen Streik für Black studies an der San Francisco State University. Im Februar 1968 beauftragte die San Francisco State den Soziologen Nathan Hare mit der Koordination des ersten Black studies-Studiengangs und der Ausarbeitung eines Vorschlages für die Einrichtung des ersten Institutes für Black studies. Das Institut wurde im September 1968 erschaffen und erhielt seinen offiziellen Status am Ende des fünfmonatigen Streiks im Frühjahr 1969. Die Einführung von Studiengängen und Instituten der Black studies war eine verbreitete Forderung von Protesten und Sitzblockaden durch eine Minderheit der Studenten und ihrer Unterstützer, die ihre Kultur und Interessen als durch die traditionellen Studiengänge und akademischen Strukturen unterrepräsentiert erachteten.
Black studies sind ein systematischer Weg, um Schwarze in der Welt wissenschaftlich zu betrachten – so wie ihre Geschichte, Kultur, Soziologie und Religion. Es ist eine Betrachtung der schwarzen Erfahrungen und des Einflusses der Gesellschaft auf sie und auf ihren Einfluss innerhalb der Gesellschaft. Dieser Wissenschaftszweig kann dazu dienen, viele rassistische Stereotype zu verdrängen. Black studies analysiert dazu Geschichte, Familienstrukturen, sozialen und ökonomischen Druck, Stereotype sowie Geschlechterrollen.

## Bekannte Vertreter der African American studies
| - Makungu Akinyela - Abdul Alkalimat - Kwame Anthony Appiah - Molefi Kete Asante - M.K. Asante, Jr. - Houston A. Baker Jr. - Hazel Carby - Patricia Hill Collins - Allison Davis - Angela Y. Davis - Patricia Dixon - W. E. B. Du Bois - Michael Eric Dyson - Gerald Early - Wendel Eckford | - Reynolds Farley - John Hope Franklin - E.Franklin Frazier - Henry Louis Gates, Jr. - Paul Gilroy - Nathan Hare - Melville Herskovits - bell hooks - Akil Houston - Clenora Hudson-Weems - Ronald L. Jackson II - Charles E. Jones - Jawanza Kunjufu - Glenn C. Loury - Manning Marable | - Dwight A. McBride - James E. McLeod - Ashley Erica Moberg - Leonard N. Moore - Pap Ndiaye - Mark Anthony Neal - Cora Presley - Adolph Reed - Cedric J. Robinson - Robert B. Stepto - Akinyele Umoja - Cornel West - William Julius Wilson - Carter G. Woodson - Josephine Wright - Sylvia Wynter |

## Geisteswissenschaftliche und akademische Zeitschriften
- Negro History Bulletin
- Journal of Black Studies
- African American Review
- Negro Digest
- Phylon
- Journal of Negro History
- The Callaloo Journal
- Journal of African American History
- Journal of Negro Education
- Journal of Pan African Studies
- Race & Class
- Transition Magazine
- Souls: A Critical Journal of Black Politics, Culture, and Society
- The Griot: The Journal of African American Studies